# Samsung SM5
Der Samsung SM5 ist ein Pkw-Modell des südkoreanischen Automobilherstellers Renault Samsung Motors, welches offiziell zunächst nur für den regionalen Markt produziert wurde. Die erste Generation gehört zum Segment der Oberen Mittelklasse. Sie wurde auf der Plattform des Nissan Maxima aufgebaut und stellt dessen Schwestermodell dar. 2004 wurde eine neue Modellgeneration aufgelegt, welche ebenfalls auf dem Nissan Maxima basiert.
Auch die aktuelle, dritte Generation, die ab 2010 produziert wurde, nutzt mit der Nissan-D-Plattform die gleiche Plattform wie der Nissan Maxima. Auf dieser Plattform wird auch der Renault Latitude angeboten.

## A32 (1998–2004)
Die erste Generation des SM5 gab es in zehn verschiedenen Modellversionen, welche alle nur als Stufenhecklimousine zur Auswahl standen. Vertrieben wurde die erste Generation ausschließlich auf dem heimischen Markt in Südkorea über ein eigenständiges Nissan-Samsung-Händlernetzwerk und auch bei einigen Nissan-Vertragshändlern.
| Modell        | Zylinder/ Ventile | Hubraum  | Länge   | kW (PS)   | Höchstgeschwindigkeit | Einführungspreis |
| ------------- | ----------------- | -------- | ------- | --------- | --------------------- | ---------------- |
| SM518         | Reihe 4/16        | 1838 cm³ | 4835 mm | 97 (132)  | 189 km/h              | ￦ 13.410.000    |
| SM520         | Reihe 4/16        | 1998 cm³ | 4835 mm | 105 (143) | 203 km/h              | ￦ 15.290.000    |
| SM520LE       | Reihe 4/16        | 1998 cm³ | 4835 mm | 105 (143) | 203 km/h              | ￦ 17.760.000    |
| SM520SE       | Reihe 4/16        | 1998 cm³ | 4835 mm | 105 (143) | 203 km/h              | ￦ 16.080.000    |
| SM520V        | V6/24             | 1995 cm³ | 4845 mm | 106 (144) | 192 km/h              | ￦ 21.230.000    |
| SM520V+       | V6/24             | 1995 cm³ | 4845 mm | 106 (144) | 192 km/h              | ￦ 22.810.000    |
| SM525V (ROK)  | V6/24             | 2495 cm³ | 4845 mm | 127 (173) | 207 km/h              | ￦ 25.010.000    |
| SM525V (D)    | V6/24             | 2595 cm³ | 4845 mm | 127 (173) | 207 km/h              | unbekannt        |
| SM5 Speciale  | Reihe 4/16        | 1998 cm³ | 4835 mm | 105 (143) | 203 km/h              | ￦ 16.010.000    |
| SM5 Speciale+ | Reihe 4/16        | 1998 cm³ | 4835 mm | 105 (143) | 203 km/h              | ￦ 17,610.000    |
| SM530L        | V6                | 2988 cm³ | -       | 140 (190) | 220 km/h              | unbekannt        |

## A34R (2004–2010)
Im letzten Quartal des Jahres 2004 brachte Samsung die zweite Generation des SM5 auf den Markt. Auch diese Generation basiert, wie der Vorgänger, auf dem Nissan Maxima, allerdings der aktuellen Version aus malaiischer Produktion. Ab dieser Generation wurde die Baureihe in zwei eigenständige Modelle aufgespalten. Weiterhin unter dem Namen SM5 werden die einfacher ausgestatteten Modelle mit Vierzylinder-Motoren angeboten. Die hochwertig ausgestatteten Modelle mit V6-Triebwerk werden ab diesem Zeitpunkt als Samsung SM7 vermarktet. Da sich inzwischen Renault intensiver um die Marke Samsung bemüht, werden einige der Modellversionen seit dem zweiten Halbjahr 2004 auch auf den Märkten südamerikanischer Länder unter separatem Händlernetz angeboten.

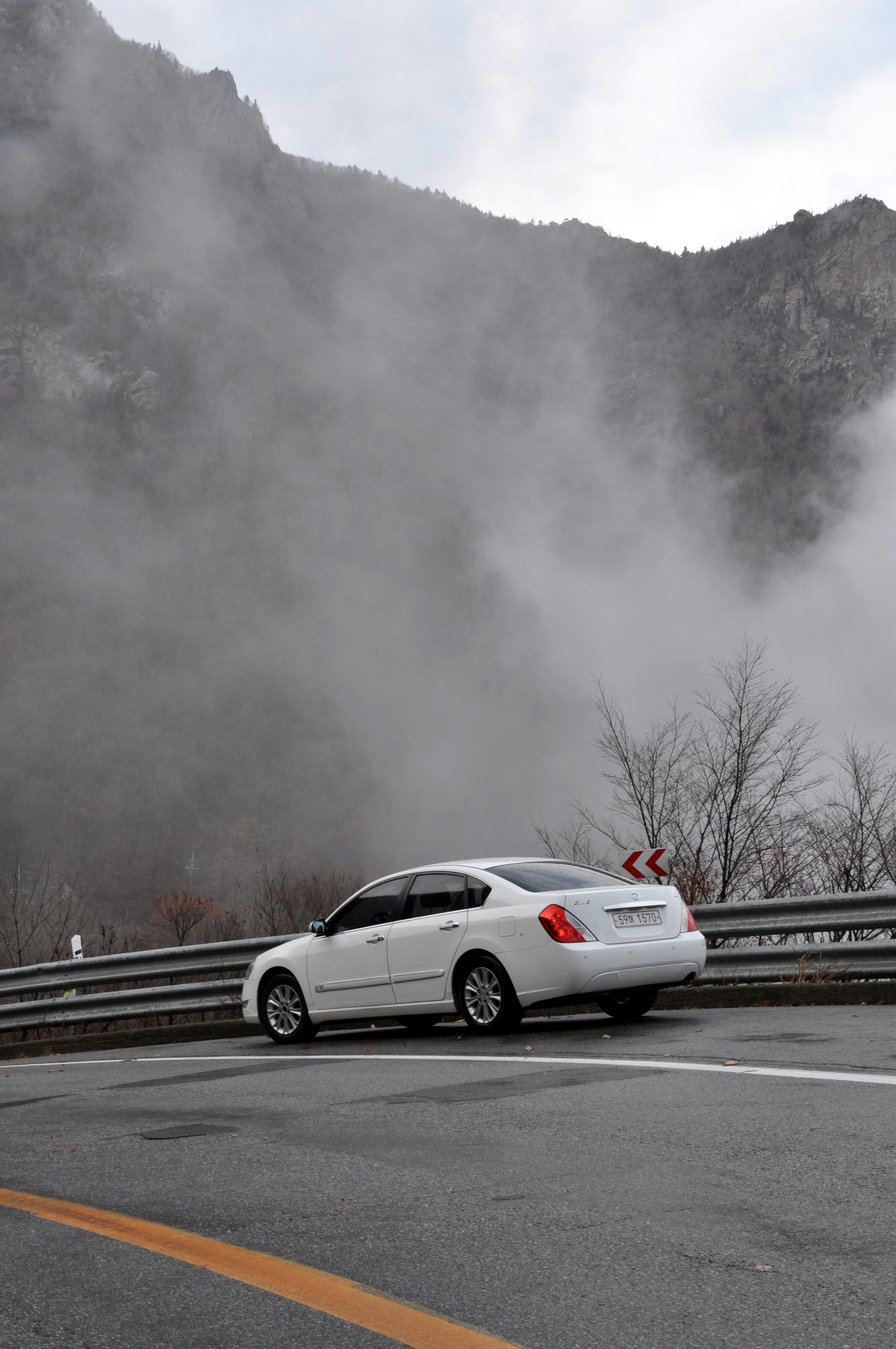
Heckansicht (2004–2010)

### Technische Daten
뉴 SM5/NEW SM5 (ROK, RUS, UA)
| Modell                         | Zylinder/ Ventile | Hubraum  | Länge   | kW (PS)   | Einführungspreis |
| ------------------------------ | ----------------- | -------- | ------- | --------- | ---------------- |
| SM5 PE M/T                     | Reihe 4/16        | 1998 cm³ | 4895 mm | 103 (140) | ￦ 17.360.000    |
| SM5 PE A/T                     | Reihe 4/16        | 1998 cm³ | 4895 mm | 103 (140) | ￦ 18.600.000    |
| SM5 SE M/T                     | Reihe 4/16        | 1998 cm³ | 4895 mm | 103 (140) | ￦ 18.260.000    |
| SM5 SE A/T                     | Reihe 4/16        | 1998 cm³ | 4895 mm | 103 (140) | ￦ 19.500.000    |
| SM5 SE Plus A/T                | Reihe 4/16        | 1998 cm³ | 4895 mm | 103 (140) | ￦ 20.700.000    |
| SM5 LE A/T                     | Reihe 4/16        | 1998 cm³ | 4895 mm | 103 (140) | ￦ 22.200.000    |
| SM5 LE Plus A/T                | Reihe 4/16        | 1998 cm³ | 4895 mm | 103 (140) | ￦ 23.100.000    |
| SM5 LE BLACK (Limited Edition) | Reihe 4/16        | 1998 cm³ | 4895 mm | 103 (140) | ￦ 23.300.000    |
| SM5 XE A/T                     | Reihe 4/16        | 1998 cm³ | 4895 mm | 103 (140) | ￦ 21.600.000    |

SM5 뉴 임프레션/SM5 NEW IMPRESSION (ROK)
| Modell                              | Zylinder / Ventile | Hubraum  | Länge   | kW (PS)   | Einführungspreis |
| ----------------------------------- | ------------------ | -------- | ------- | --------- | ---------------- |
| SM5 NEW IMPRESSION PE               | Reihe 4/16         | 1998 cm³ | 4895 mm | 103 (140) | ￦ 20.000.000    |
| SM5 NEW IMPRESSION SE               | Reihe 4/16         | 1998 cm³ | 4895 mm | 103 (140) | ￦ 21.000.000    |
| SM5 NEW IMPRESSION SE Plus          | Reihe 4/16         | 1998 cm³ | 4895 mm | 103 (140) | ￦ 22.200.000    |
| SM5 NEW IMPRESSION XE               | Reihe 4/16         | 1998 cm³ | 4895 mm | 103 (140) | ￦ 23.300.000    |
| SM5 NEW IMPRESSION LE               | Reihe 4/16         | 1998 cm³ | 4895 mm | 103 (140) | ￦ 23.900.000    |
| SM5 NEW IMPRESSION LE Plus          | Reihe 4/16         | 1998 cm³ | 4895 mm | 103 (140) | ￦ 25.500.000    |
| SM5 NEW IMPRESSION SE Plus 장애우용 | Reihe 4/16         | 1998 cm³ | 4895 mm | 103 (140) | ￦ 20.800.000    |
| SM5 NEW IMPRESSION SE 장애우용      | Reihe 4/16         | 1998 cm³ | 4895 mm | 103 (140) | ￦ 19.700.000    |
| SM5 NEW IMPRESSION LE 장애우용      | Reihe 4/16         | 1998 cm³ | 4895 mm | 103 (140) | ￦ 22.440.000    |
| SM5 NEW IMPRESSION 택시 고급형      | Reihe 4/16         | 1998 cm³ | 4895 mm | 103 (140) | ￦ 20.000.000    |
| SM5 NEW IMPRESSION 택시 모범형      | Reihe 4/16         | 1998 cm³ | 4895 mm | 103 (140) | ￦ 20.000.000    |

SM5 2.0 (Südamerika):
| Modell        | Zylinder / Ventile | Hubraum  | Länge   | kW (PS)   | Einführungspreis |
| ------------- | ------------------ | -------- | ------- | --------- | ---------------- |
| SM5 PE 2.0 AT | Reihe 4/16         | 1998 cm³ | 4905 mm | 105 (143) | $9.990.000       |
| SM5 SE 2.0 AT | Reihe 4/16         | 1998 cm³ | 4905 mm | 105 (143) | $10.790.000      |
| SM5 LE 2.0 AT | Reihe 4/16         | 1998 cm³ | 4905 mm | 105 (143) | $11.890.000      |

## L43 (2010–2019)
2010 kam die dritte Generation des SM5 auf dem Markt. Anders als beim Vorgänger ist auch ein Sechszylindermotor verfügbar, wobei die Motoren des Samsung SM7 weiterhin leistungsstärker sind.
Für das Modelljahr 2013 erhielt der SM5 ein Facelift, das neben einer Überarbeitung des Karosseriedesigns geringfügige Optimierungen der Motoren und Innenraumgestaltung umfasst.
Eine leicht abgewandelte Version dieser Generation wurde in Europa und Australien sowie Teilen Asiens als Renault Latitude angeboten.
| Modell        | Zylinder / Ventile | Hubraum  | Länge   | kW (PS)   | Einführungspreis |
| ------------- | ------------------ | -------- | ------- | --------- | ---------------- |
| SM5 PE        | Reihe 4/16         | 1998 cm³ | 4885 mm | 103 (141) | ￦ 21.400.000    |
| SM5 SE        | Reihe 4/16         | 1998 cm³ | 4885 mm | 103 (141) | ￦ 22.600.000    |
| SM5 SE PLUS   | Reihe 4/16         | 1998 cm³ | 4885 mm | 103 (141) | ￦ 24.300.000    |
| SM5 XE        | Reihe 4/16         | 1998 cm³ | 4885 mm | 103 (141) | ￦ 24.700.000    |
| SM5 LE        | Reihe 4/16         | 1998 cm³ | 4885 mm | 103 (141) | ￦ 25.800.000    |
| SM5 RE        | Reihe 4/16         | 1998 cm³ | 4885 mm | 103 (141) | ￦ 27.400.000    |
| SM5 SE PLUS25 | V6/24              | 2495 cm³ | 4885 mm | 131 (178) | ￦ 28.050.000    |
| SM5 RE25      | V6/24              | 2495 cm³ | 4885 mm | 131 (178) | ￦ 30.450.000    |

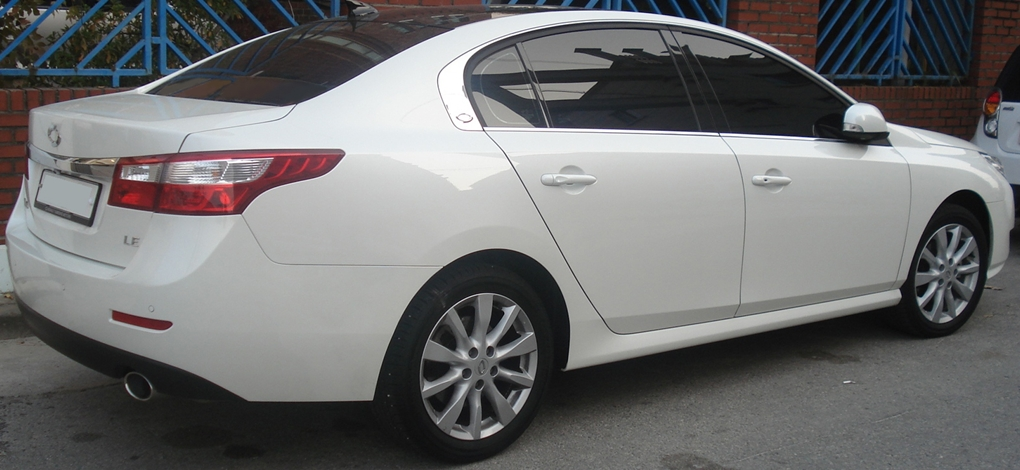
Heckansicht (2010–2013)
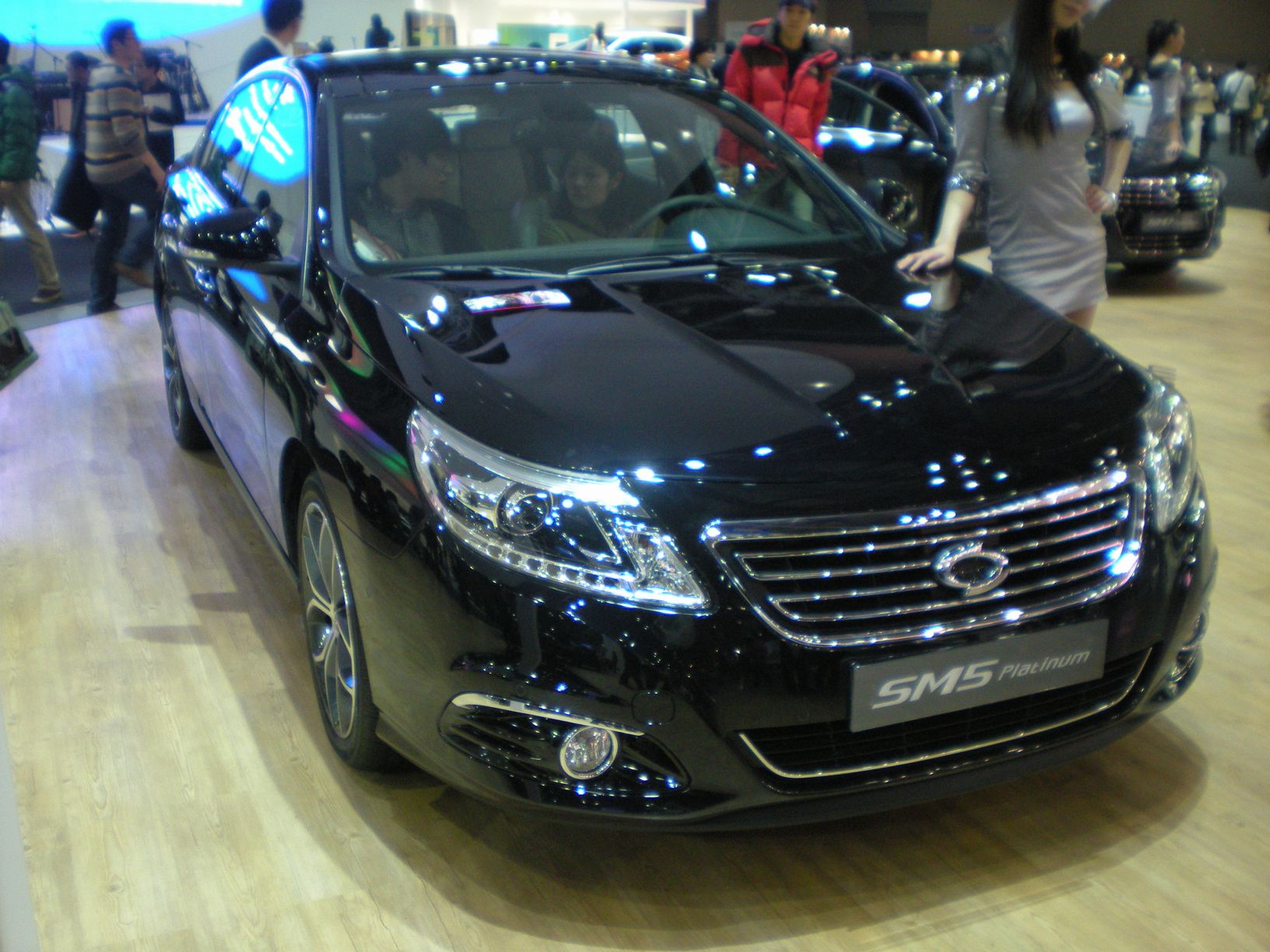
Samsung SM5 (2013–2019)
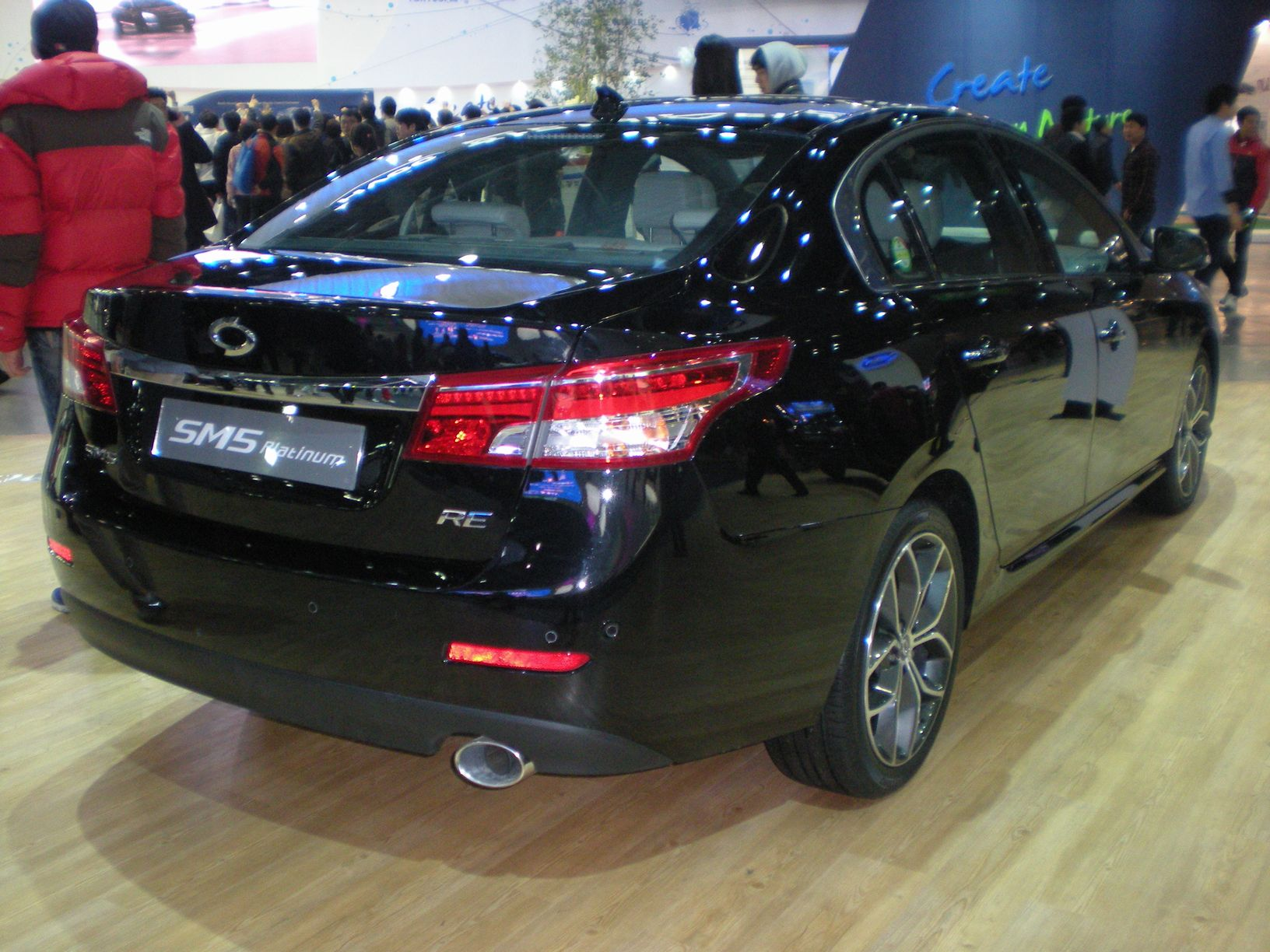
Heckansicht (2013–2019)